# Pseudostellaria

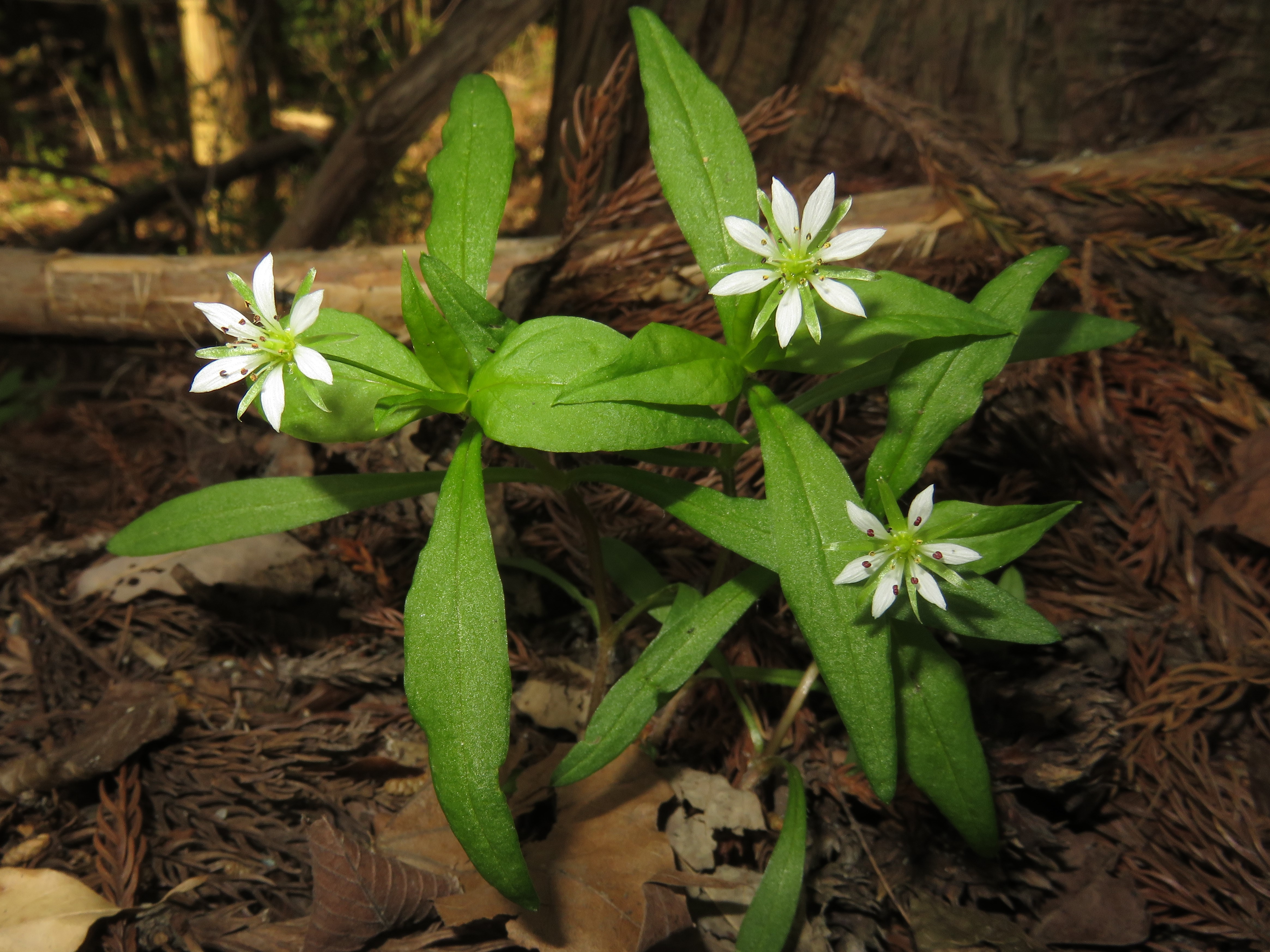
Pseudostellaria palibiniana

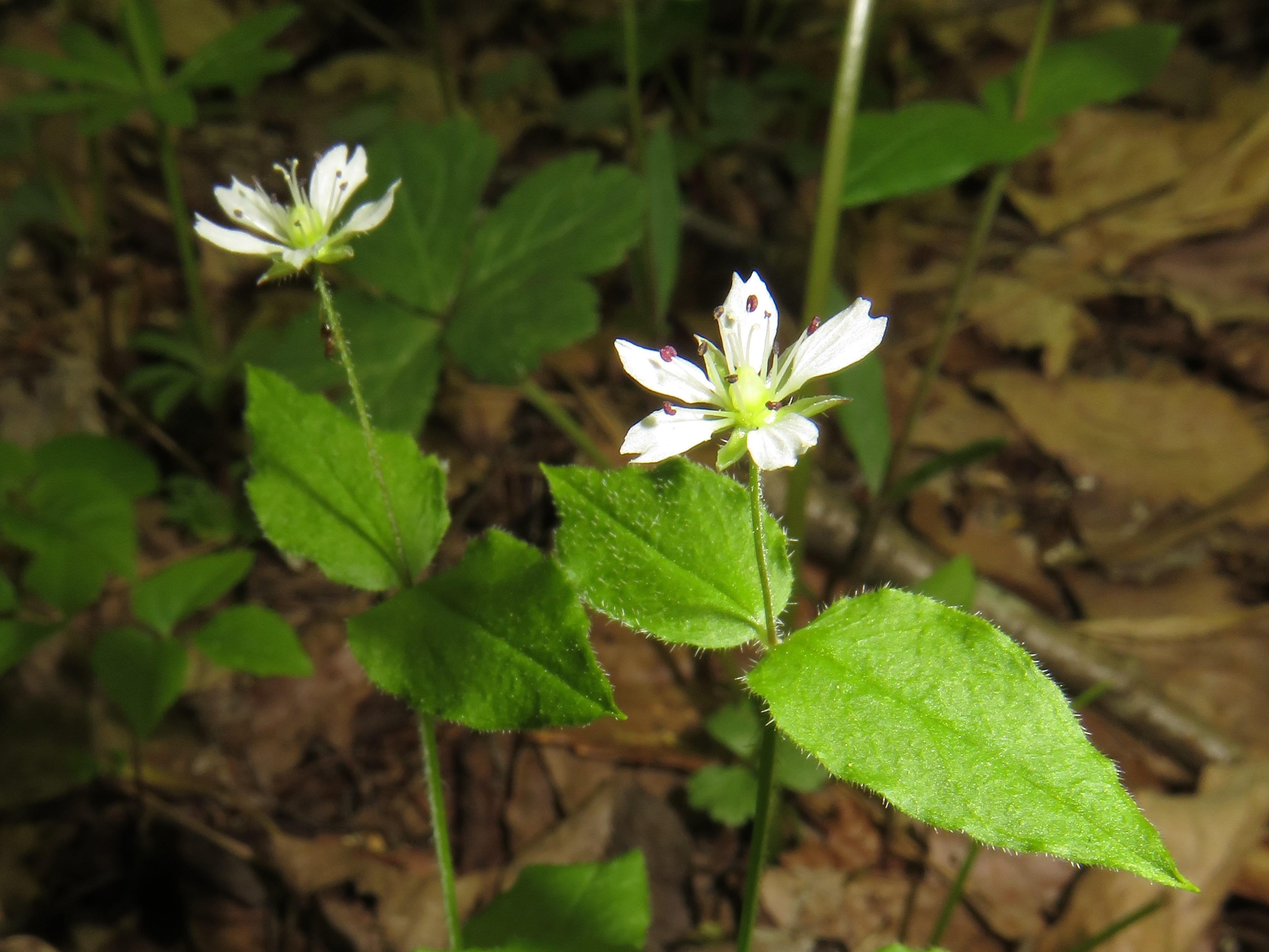
Pseudostellaria japonica

Pseudostellaria – rodzaj roślin z rodziny goździkowatych. Obejmuje 24 gatunki. Jeden gatunek – P. europaea – rośnie w rejonie Alp (w północnych Włoszech, w Austrii i Słowenii), a pozostałe w umiarkowanej strefie Azji na obszarze od Afganistanu i Kazachstanu po Japonię i Rosyjski Daleki Wschód. 

## Morfologia
PokrójByliny z wrzecionowatymi, jajowatymi i kulistymi bulwami korzeniowymi. Łodygi podnoszące się lub prosto wzniesione, rzadziej ścielące się.
LiścieJajowate, jajowato lancetowate i równowąsko lancetowate, bez przylistków.
KwiatyChasmogamiczne i klejstogamiczne. Te pierwsze są większe, rozwijają się w kątach górnych liści lub w szczytowych wierzchotkach na długich szypułkach. Przysadek wspierających kwiaty brak. Działek kielicha jest 5, rzadko 4. Płatków korony jest taka sama liczba, są one białe, całobrzegie lub wycięte na szczycie. Pręcików jest zwykle 10, rzadziej 8. Zalążnia jest kulista lub jajowata, jednokomorowa z licznymi zalążkami i trzema, rzadziej dwiema szyjkami słupka zakończonymi główkowatymi znamionami. Kwiaty klejstogamiczne są drobniejsze, powstają w kątach dolnych liści, są krótkoszypułkowe lub siedzące. działek kielicha mają 4, rzadko 5. Płatki korony są mocno zredukowane, błoniaste, lub całkiem ich brak. Pręciki są zredukowane lub w liczbie dwóch. Zalążnia jest jednokomorowa i zawiera liczne zalążki.
OwoceTorebki otwierające się trzema, rzadziej dwiema lub czterema klapami. Nasiona okazałe i nieliczne.

## Systematyka
Pozycja systematyczna
Rodzaj z plemienia Alsineae podrodziny Alsinoideae z rodziny goździkowatych Caryophyllaceae.
Wykaz gatunków
- Pseudostellaria baekdusanensis  M.Kim
- Pseudostellaria × biseulsanens is M.Kim & H.Jo
- Pseudostellaria bohyeonsanensi s M.Kim & H.Jo
- Pseudostellaria cashmiriana Schaeftl.
- Pseudostellaria davidi (Franch.) Pax
- Pseudostellaria ebracteata (Kom.) N.S.Pavlova
- Pseudostellaria europaea Schaeftl.
- Pseudostellaria helanshanensis  W.Z.Di & Y.Ren
- Pseudostellaria heterantha (Maxim.) Pax
- Pseudostellaria heterophylla (Miq.) Pax
- Pseudostellaria himalaica (Franch.) Pax
- Pseudostellaria japonica (Korsh.) Pax
- Pseudostellaria okamotoi Ohwi
- Pseudostellaria palibiniana (Takeda) Ohwi
- Pseudostellaria polymorpha Y.S.Lian
- Pseudostellaria retusa (Ohwi) Y.S.Lian
- Pseudostellaria rigida (Kom.) Pax
- Pseudostellaria rupestris (Turcz.) Pax
- Pseudostellaria × segeolsanens is M.Kim & H.Jo
- Pseudostellaria × seoraksanens is M.Kim & H.Jo
- Pseudostellaria setulosa Ohwi
- Pseudostellaria sylvatica (Maxim.) Pax
- Pseudostellaria tianmushanensi s G.H.Xia & G.Y.Li
- Pseudostellaria tibetica Ohwi
- Pseudostellaria webbiana (Benth. ex G.Don) Ikonn.
- Pseudostellaria wuyishanensis X.Luo & Q.Y.Yang
- Pseudostellaria zhejiangensis X.F.Jin & B.Y.Ding